# Owl Fisher
Ugl Stefanía Kristjönudóttir Jónsdóttir (1991), també coneguda com a Owl Fisher, és una periodista, directora de cinema, escriptora i activista trans islandesa.

## Biografia
Va néixer el 6 de gener de 1991 a Húnavatnshreppur (Islàndia), àrea on es criaria. Fisher va declarar-se públicament com a transgènere l'any 2010, i va ser una de les persones més joves que van fer una transició de gènere mèdica a Islàndia. El pare de Fisher va dirigir el consell rector de Húnavatnshreppur i va declarar públicament el suport a la seva filla per la seva transició. El 2016 es va graduar en el Màster en Estudis de Gènere de la Universitat d'Islàndia.
Fisher va ser membre fundadora de HIN - Hinsegin Norðurland, una organització per a la gent queer al nord d'Islàndia el 2011. Després d'això, es va unir a la junta de Trans Iceland, on actualment presideix l'organització. Fou assessora educativa de Samtökin '78, l'organització nacional queer d'Islàndia, entre el 2012 i el 2016. En l'àmbit internacional, també va ser membre de la junta de The International LGBTQI Queer i Student Organisation entre el 2014 i el 2016.
El 2016, Fisher va fer una xerrada TEDx a Reykjavík anomenada Moving Beyond the Binary of Sex and Gender, on va parlar sobre persones trans i intersexuals des de la seva pròpia perspectiva personal.
Com a president de l'organització Trans Iceland, Fisher va tenir un paper destacat en l'elaboració de la legislació per ampliar els drets de les persones trans i no binàries a Islàndia. De 2015 a 2019, en col·laboració amb Kitty Anderson d'Intersex Iceland i amb els legisladors islandesos, va ajudar a desenvolupar la Llei d'Autonomia de Gènere que es va aprovar el juny de 2019. Fisher ha criticat la versió final del projecte de llei per eliminar les disposicions contra les intervencions mèdiques en persones intersexuals que originalment havien format part del projecte de llei.
Fisher es va traslladar al Regne Unit el 2016. Codirigeix un projecte de pel·lícula en curs anomenat My Genderation, on es destaquen les experiències de persones trans. Treballen amb All About Trans, una organització britànica que treballa per millorar la representació trans en els mitjans de comunicació. Ha contribuït amb articles a una sèrie de diaris britànics, incloent-hi The Guardian i The Independent, així com a la revista lèsbica Diva. També ha coescrit el llibre Trans Teen Survival Guide amb Fox Fisher, publicat per Jessica Kingsley Publishers el 2018.
El 2018 i el 2019 Fisher es va presentar a les eleccions al parlament d'Islàndia per al Moviment d'Esquerra-Verd. Tanmateix, el 2019 va anunciar que no repetiria després que el seu partit formés govern amb el partit Partit de la Independència, d'ideologia conservadora.
El juny de 2020, Fisher i tres autors van deixar l'agència literària Blair Partners, també representant de J.K. Rowling, quan la companyia es va negar a emetre una declaració pública de suport als drets dels trans, dient que "la llibertat d'expressió només es pot defensar si les desigualtats estructurals que obstaculitzen la igualtat d'oportunitats per als grups menys representats són desafiades i canviades."

## Premis i reconeixements
El 2015 Fisher va rebre el premi Ciència i Educació per Siðmennt, l'Associació Humanista Islandesa. Va ser escollida com una de les 100 Women de la BBC del 2019.